# Jacob von Staehlin

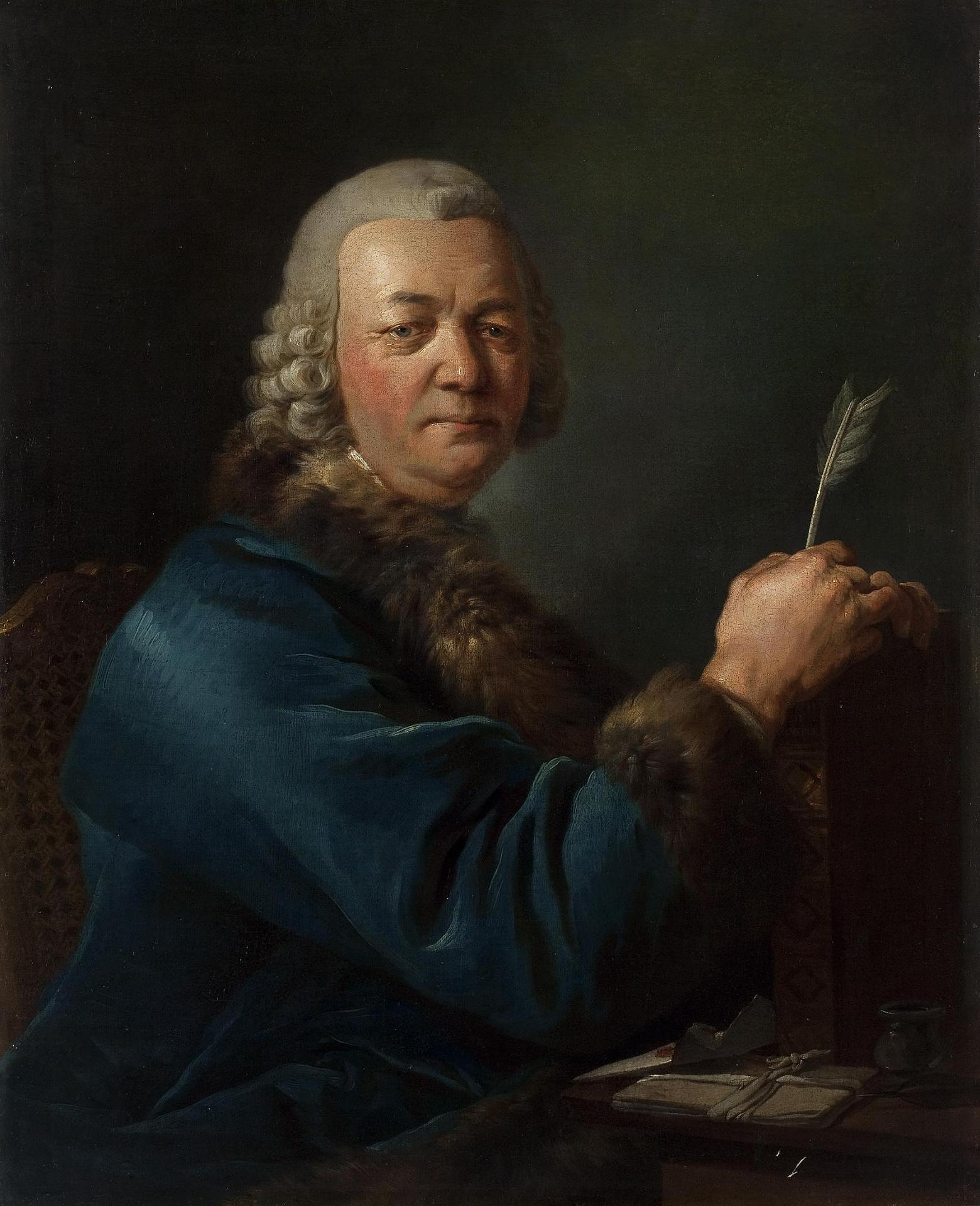
Jacob von Staehlin

Jacob von Staehlin-Storcksburg (auch: Jakow Jakowlewitsch Stäehlin; * 9. Mai 1709 in Memmingen; † 25. Juni 1785 in Sankt Petersburg, Russland) war ein deutsch-russischer Staatsrat und Universalgelehrter in russischen Diensten.

## Leben
Jacob von Staehlin wurde am 9. Mai 1709 im oberschwäbischen Memmingen geboren. Seine Eltern waren Jakob Stählin († 1757), Angehöriger des Großen Rates und dessen erste Ehefrau, die Buchbinderstochter Elisabeth geb. Müller. Er war Nachkomme der alten Memminger Familie Stählin von Bürgermeistern und Stadträten.
Im Jahr 1735 wurde er an die Russische Akademie der Wissenschaften in St. Petersburg gerufen und lebte seitdem in Russland. Mit ihm zogen auch seine jüngeren Halbbrüder Heinrich Stählin, Handelsmann in Sankt Petersburg und Johannes Stählin, Doktor der Medizin in Kronstadt, nach Russland. 1737 wurde er an der Akademie Professor für Rhetorik, er war ab 1742 für drei Jahre Erzieher des späteren Zaren Peter III., später dessen Bibliothekar. Unbeschadet von der Machtergreifung durch Katharina II. im Jahr 1762 war er weiterhin in kaiserlichen Kommissionen tätig. Staehlin war verheiratet mit Elisaweta Iwanowna Reichmuth. 
Er veröffentlichte historische und geographische Forschungen und pflegte intensive Briefkontakte in aller Welt. Immer wieder aufgelegt wurde sein erstmals 1785 in deutscher Sprache in Leipzig erschienener Titel Originalanekdoten  Peters des Großen, der ein Jahr später auch ins Russische übersetzt wurde. Diese Anekdoten dienten dem russischen Autoren Daniil Granin als Vorlage für sein Buch Вечера с Петром Великим (Roman 2000; dt. Peter der Große, 2001), in dem in einer Gruppe von 5 Männern Staehlins Anekdoten erzählt und mit dem Russland im Anfang des 21. Jh. verglichen werden.

## Werke (Auswahl)
- Zur Geschichte des Theaters in Rußland; Nachrichten von der Tanzkunst und Balletten in Rußland; Nachrichten von der Musik in Rußland (= Musikwissenschaftliche Studienbibliothek Peters). Edition Peters, Leipzig 1982. Fotomechanischer Nachdruck aus: Johann Joseph Haigold’s Beylagen zum Neuveränderten Russland. Riga und Mietau 1769 (Kapitel VIII), Riga und Leipzig 1770 (Kapitel I/II). Nach den Exemplaren der Sächsischen Landesbibliothek Dresden. Mit Nachwort und Registern herausgegeben von Ernst Stöckl.
- An account of the new northern archipelago, lately discovered by the Russians in the seas of Kamtschatka and Anadir. London 1774; archive.org (Übersetzung des deutschsprachigen Originals ins Englische).
- Originalanekdoten von Peter dem Großen. Breitkopf, Leipzig 1785. Reprint: Winkler, München 1968 Digitalisat.